# Dusona fervida
Dusona fervida là một loài tò vò trong họ Ichneumonidae.